# Yahya Ould Hademine
Yahya Ould Hademine (em árabe: يحي ولد حدمين) Timbedra, 31 de dezembro de 1953) é um político mauritano.
Em agosto de 2014, ele foi nomeado primeiro-ministro pelo presidente Mohamed Ould Abdel Aziz.